# Казандиби
Казандиби (на турски: Kazandibi, „на дъното на казана“) е вид турски десерт. Представлява вид карамелизиран млечен пудинг. Води началото си от Османската империя и е един от най-популярните десерти в днешна Турция.
Традиционно се приготвя чрез изгарянето на дъното на друг турски десерт – тавук гьоксу. Друг вариант на десерта вместо това използва малеби.